# Mopperipalayam
Mopperipalayam es una ciudad y nagar Panchayat situada en el distrito de Coimbatore en el estado de Tamil Nadu (India). Su población es de 10923 habitantes (2011).

## Demografía
Según el censo de 2011 la población de Mopperipalayam era de 10923 habitantes, de los cuales 5485 eran hombres y 5438 eran mujeres. Mopperipalayam tiene una tasa media de alfabetización del 74,96%, superior a la media estatal del 80,09%: la alfabetización masculina es del 82,37%, y la alfabetización femenina del 67,54%.